# Tredje parti
Tredje parti i ett tvåpartisystem det eller de partier som inte når upp till samma representation i parlamentet som de två stora partierna.

## Storbritannien
I Storbritannien räknas Liberaldemokraterna och United Kingdom Independence Party som tredje partier, medan Scottish National Party är ett separatistiskt parti.